# Louis Adrien Le Paige
Louis Adrien Le Paige (* 1712; † 1803) war ein französischer Jurist, Mitglied des parlement und wichtigster jansenistischer Publizist des Ancien Régime. 

Louis Adrien Le Paige

Bereits mit zwanzig Jahren stritt er ab 1732 gegen die vom Papst Clemens XI. 1713 noch auf Bitten Ludwigs XIV. verfasste Bulle Unigenitus Dei filius, die sich in erster Linie gegen die in den Thesen von Pasquier Quesnel und Antoine Arnauld veröffentlichte jansenistische Auffassung der Heilslehre wandte (le Nouveau Testament en français avec des Réflexions morales). Le Paige war sich der politischen Sprengkraft der theologischen Bulle bewusst und kämpfte zeit seines Lebens im höchsten französischen Gerichtshof, dem „parlement“, und vor allem in den Publikationen der Nouvelles écclésiastiques für den Jansenismus und die Unabhängigkeit des Individuums in Glaubensfragen und gegen den Einfluss der ultramontanen Kirche bzw. der Jesuiten. Er war Vogt (bailly) beim Prince de Conti im Temple in Paris und konnte mit Unterstützung des rebellischen Prinzen von dort einen Teil der antijesuitischen und antimonarchistischen klandestinen Presse organisieren. Sein umfangreiches schriftliches Werk, das theologische Fragen ebenso berührt wie politische, ist heute in der Bibliothèque du Port Royal in Paris aufbewahrt.